# Dominique Bouhours

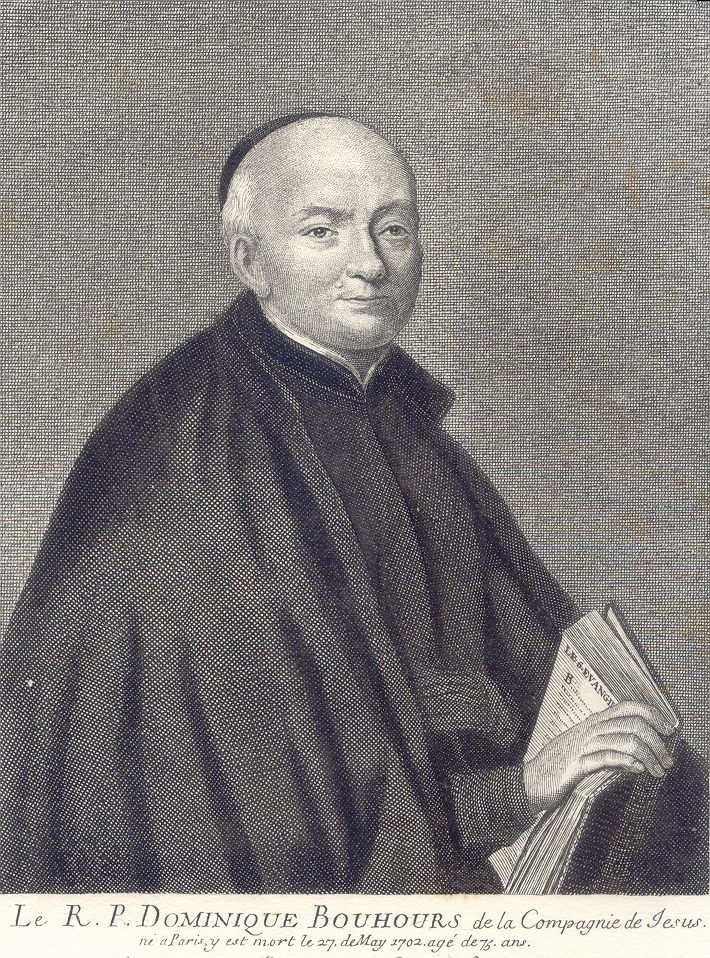
Dominique Bouhours, aus: A. Lamy: Galerie illustrée de la Compagnie de Jésus, Paris, 1893

Dominique Bouhours (* 15. Mai 1628 in Paris; † 27. Mai 1702 ebenda) war ein französischer Jesuit, Philologe, Historiker und Verfasser religiöser Werke. Er beeinflusste wichtige Autoren der französischen Klassik wie Boileau, La Bruyère und Racine.
Zusammen mit Michel Le Tellier und Pierre Besnier erarbeitete er eine Übersetzung des Neuen Testaments ins Französische nach der Vulgata, die 1686 unter dem Titel Le Nouveau Testament de Nostre Seigneur Jesus-Christ in Paris gedruckt wurde.

## Schriften
- Les entretiens d’Ariste et d’Eugène. 1671.
- Doutes sur la langue française proposés à MM. de l’Académie par un gentilhomme de province. 1674.
- La manière de bien penser dans les ouvrages de l’esprit. 1687.